# Каменский район (Тульская область)
Каменский район — административно-территориальная единица (район) и муниципальное образование (муниципальный район) в Тульской области России.
Административный центр — село Архангельское.

## География

Стела на въезде

Район расположен на юге Тульской области, окружён Тёпло-Огарёвским, Воловским и Ефремовским районами, граничит с Орловской областью. Площадь района — 795 км² (по другой оценке 829 км²).
Основные реки — Красивая Меча, Ситова Меча, Зуша, Гоголь, Галица, Каменка. Кроме рек и речек, в районе имеются многочисленные пруды и водоёмы. Почвы — выщелоченный чернозём, наиболее плодородный в Тульской области. Арсенал полезных ископаемых невелик — это глина, песок и щебень. Площадь лесов незначительна. Из древесных пород преобладают дуб, берёза, ясень, клён, липа; из кустарников — акация, жимолость, крушина.

## История
Каменский район образован в мае 1924 года в составе Ефремовского уезда Тульской губернии с центром в селе Каменка.
С 1926 года после упразднения уездов в прямом подчинении Тульской губернии.
В 1929 году в результате упразднения губерний Каменский район вошёл в состав Тульского округа Московской области уже с центром в селе Архангельское. В состав района в то время входили следующие сельсоветы: Архангельский, Архаровский, Барковский, Богославский, Галицкий, Долго-Лесковский, Ежовский, Елагинский, Епанчинский, Ерховский, Закопский, Изрогский, Кадновский, Калинковский, Каменский, Медведский, Молчановский, Мостаушенский, Новопетровский, Новоселковский, Овечьеводский, Ознобишинский, Сапроновский, Ситовский, Соклаковский, Соковнинский, Спасо-Кривцовский, Черкасский, Языковский.
25 декабря 1930 года был упразднён Соковнинский с/с.
21 февраля 1935 в новообразованный Липицкий район из Каменского были переданы Ерховский, Молчановский и Спасо-Кривцовский с/с, а в новообразованный Сафоновский район — Кадновский и Медведский с/с.
26 сентября 1937 года район вошёл в состав вновь образованной Тульской области.
1 августа 1958 года к Каменскому району была присоединена часть территории упразднённого Липицкого района.
С 1 февраля 1963 года по 12 января 1965 год район был упразднён, его территория входила в состав Ефремовского района.

## Население
| 1959   | 1970    | 1979    | 1989    | 2002    | 2009  | 2010  | 2011  | 2012  |
| ------ | ------- | ------- | ------- | ------- | ----- | ----- | ----- | ----- |
| 19 117 | ↘13 591 | ↘11 160 | ↘11 007 | ↘10 720 | ↘9473 | ↗9548 | ↘9501 | ↘9383 |
| 2013   | 2014    | 2015    | 2016    | 2017    | 2018  | 2019  | 2020  | 2021  |
| ↘9322  | ↘9180   | ↘9099   | ↘8968   | ↘8832   | ↘8727 | ↘8535 | ↘8365 | ↘8348 |

Каменский район является единственным районом области, в котором отсутствует городское население.
Национальный состав
По итогам переписи населения 2020 года проживали следующие национальности (национальности менее 0,1 % и другое см. в сноске к строке «Другие»):
| Национальность | Численность, чел. | Доля     |
| -------------- | ----------------- | -------- |
| Русские        | 7351              | 88,06 %  |
| Курды          | 220               | 2,64 %   |
| Армяне         | 149               | 1,78 %   |
| Узбеки         | 102               | 1,22 %   |
| Таджики        | 56                | 0,67 %   |
| Киргизы        | 53                | 0,63 %   |
| Украинцы       | 36                | 0,43 %   |
| Молдаване      | 28                | 0,34 %   |
| Азербайджанцы  | 27                | 0,32 %   |
| Корейцы        | 18                | 0,22 %   |
| Грузины        | 14                | 0,17 %   |
| Чуваши         | 13                | 0,16 %   |
| Цыгане         | 13                | 0,16 %   |
| Татары         | 11                | 0,13 %   |
| Белорусы       | 10                | 0,12 %   |
| Чеченцы        | 9                 | 0,11 %   |
| Другие         | 238               | 2,84 %   |
| Итого          | 8348              | 100,00 % |

## Территориальное деление
Административно-территориальное устройство
Каменский район в рамках административно-территориального устройства включает 10 сельских округов:
| №  | Административно-территориальная единица | Код ОКАТО  | Население 2002 (чел.) | Соответствие сельскому поселению |
| -- | --------------------------------------- | ---------- | --------------------- | -------------------------------- |
| 1  | Архангельский сельский округ            | 70 224 805 | 3703                  | Архангельское СП                 |
| 2  | Галицкий сельский округ                 | 70 224 810 | 741                   | Яблоневское СП                   |
| 3  | Кадновский сельский округ               | 70 224 815 | 843                   | Архангельское СП                 |
| 4  | Каменский сельский округ                | 70 224 820 | 690                   | Яблоневское СП                   |
| 5  | Молчановский сельский округ             | 70 224 825 | 579                   | Архангельское СП                 |
| 6  | Новопетровский сельский округ           | 70 224 830 | 988                   | Яблоневское СП                   |
| 7  | Ситовский сельский округ                | 70 224 835 | 681                   | Архангельское СП                 |
| 8  | Соклаковский сельский округ             | 70 224 840 | 592                   | Яблоневское СП                   |
| 9  | Яблоневский сельский округ              | 70 224 845 | 1400                  | Яблоневское СП                   |
| 10 | Языковский сельский округ               | 70 224 850 | 503                   | Архангельское СП                 |

Муниципальное устройство
В муниципальный район, в рамках организации местного самоуправления, входят 2 муниципальных образования со статусом сельского поселения:
| № | Муниципальное образование | Административный центр | Количество населённых пунктов | Население | Площадь, км² |
| - | ------------------------- | ---------------------- | ----------------------------- | --------- | ------------ |
| 1 | Архангельское             | село Архангельское     | 53                            | ↗4890     | 414,39       |
| 2 | Яблоневское               | деревня Яблонево       | 47                            | ↘3458     | 381,08       |

К 2006 году в муниципальном районе были созданы 4 сельских поселения. В 2013 году были упразднены сельские поселения Кадновское (включено в Архангельское) и Галицкое (включено в Яблоневское).

## Населённые пункты
В Каменском районе 100 населённых пунктов (все — сельские).
| №   | Населённый пункт   | Тип     | Население (чел.) | Сельское поселение | Сельский округ |
| --- | ------------------ | ------- | ---------------- | ------------------ | -------------- |
| 1   | Авангард           | деревня | 0                | Архангельское      | Архангельский  |
| 2   | Алексеевка         | деревня | 0                | Яблоневское        | Галицкий       |
| 3   | Архангельское      | село    | ↘2391            | Архангельское      | Архангельский  |
| 4   | Архаровка          | деревня | 0                | Архангельское      | Молчановский   |
| 5   | Барановка          | деревня | 1                | Архангельское      | Архангельский  |
| 6   | Барановка          | деревня | 10               | Архангельское      | Ситовский      |
| 7   | Барково            | деревня | 2                | Архангельское      | Языковский     |
| 8   | Бахтинка           | деревня | 9                | Яблоневское        | Соклаковский   |
| 9   | Березовка          | деревня | 7                | Архангельское      | Языковский     |
| 10  | Богословка         | село    | 32               | Яблоневское        | Новопетровский |
| 11  | Бутырки            | деревня | 3                | Архангельское      | Архангельский  |
| 12  | Верхние Калинки    | деревня | 33               | Яблоневское        | Соклаковский   |
| 13  | Верхний Изрог      | село    | 8                | Яблоневское        | Яблоневский    |
| 14  | Воейково           | деревня | 3                | Архангельское      | Кадновский     |
| 15  | Вознесенский       | посёлок | 41               | Яблоневское        | Галицкий       |
| 16  | Воронцовка         | деревня | 2                | Архангельское      | Языковский     |
| 17  | Галица             | село    | ↘62              | Яблоневское        | Галицкий       |
| 18  | Галичка            | деревня | 1                | Яблоневское        | Каменский      |
| 19  | Горка              | деревня | 1                | Архангельское      | Кадновский     |
| 20  | Гусиновка          | деревня | 3                | Архангельское      | Ситовский      |
| 21  | Дмитриевка         | деревня | 52               | Архангельское      | Архангельский  |
| 22  | Долгие Лески       | село    | 44               | Архангельское      | Архангельский  |
| 23  | Дружба             | деревня | 27               | Яблоневское        | Соклаковский   |
| 24  | Ежовка             | деревня | 0                | Архангельское      | Ситовский      |
| 25  | Емельяновка        | деревня | 14               | Яблоневское        | Галицкий       |
| 26  | Епанчино           | село    | 12               | Яблоневское        | Соклаковский   |
| 27  | Ереминка           | деревня | 56               | Архангельское      | Кадновский     |
| 28  | Жохово             | деревня | ↗80              | Яблоневское        | Галицкий       |
| 29  | Завидки            | деревня | 7                | Архангельское      | Архангельский  |
| 30  | Закопы             | село    | ↘409             | Яблоневское        | Яблоневский    |
| 31  | Зареченский        | посёлок | 8                | Архангельское      | Ситовский      |
| 32  | Зареченский        | посёлок | 4                | Яблоневское        | Яблоневский    |
| 33  | Заречье            | деревня | ↗128             | Яблоневское        | Галицкий       |
| 34  | Зелёная            | деревня | 0                | Яблоневское        | Яблоневский    |
| 35  | Ивановский         | посёлок | 0                | Архангельское      | Языковский     |
| 36  | Кадное             | село    | ↗540             | Архангельское      | Кадновский     |
| 37  | Каменское          | село    | ↘451             | Яблоневское        | Каменский      |
| 38  | Колычево           | деревня | 68               | Архангельское      | Архангельский  |
| 39  | Кондауровка        | деревня | 29               | Архангельское      | Архангельский  |
| 40  | Красная Заря       | деревня | 0                | Архангельское      | Молчановский   |
| 41  | Красные Озерки     | посёлок | 12               | Яблоневское        | Новопетровский |
| 42  | Красный            | посёлок | 3                | Яблоневское        | Соклаковский   |
| 43  | Кресты             | деревня | ↗145             | Архангельское      | Ситовский      |
| 44  | Кухтовка           | деревня | 15               | Архангельское      | Кадновский     |
| 45  | Ладыжино           | деревня | 0                | Архангельское      | Молчановский   |
| 46  | Левшин             | хутор   | 4                | Яблоневское        | Соклаковский   |
| 47  | Луговка            | деревня | 14               | Архангельское      | Кадновский     |
| 48  | Малое Красное      | деревня | 29               | Архангельское      | Ситовский      |
| 49  | Марковка           | деревня | ↘179             | Яблоневское        | Галицкий       |
| 50  | Марьино            | деревня | 5                | Яблоневское        | Каменский      |
| 51  | Михайловка         | деревня | 64               | Архангельское      | Архангельский  |
| 52  | Михайловский       | посёлок | 0                | Архангельское      | Ситовский      |
| 53  | Молчаново          | посёлок | ↘534             | Архангельское      | Молчановский   |
| 54  | Мосоловка          | деревня | 37               | Архангельское      | Ситовский      |
| 55  | Мостаушка          | деревня | 33               | Архангельское      | Кадновский     |
| 56  | Мясищево           | посёлок | 55               | Яблоневское        | Каменский      |
| 57  | Мясоедово          | деревня | 6                | Яблоневское        | Соклаковский   |
| 58  | Нижние Калинки     | деревня | 24               | Яблоневское        | Соклаковский   |
| 59  | Нижний Изрог       | деревня | 19               | Яблоневское        | Новопетровский |
| 60  | Новая Благодать    | деревня | 0                | Яблоневское        | Галицкий       |
| 61  | Новое Поле         | посёлок | 4                | Яблоневское        | Новопетровский |
| 62  | Новозагаличное     | деревня | ↗115             | Яблоневское        | Галицкий       |
| 63  | Новопетровский     | посёлок | ↘747             | Яблоневское        | Новопетровский |
| 64  | Новоселки          | деревня | 44               | Яблоневское        | Галицкий       |
| 65  | Овечьи Воды        | деревня | 14               | Яблоневское        | Новопетровский |
| 66  | Одоевский          | посёлок | 0                | Яблоневское        | Новопетровский |
| 67  | Ознобищено         | деревня | 38               | Архангельское      | Ситовский      |
| 68  | Орловка            | деревня | 3                | Яблоневское        | Соклаковский   |
| 69  | Остриково          | деревня | 38               | Яблоневское        | Яблоневский    |
| 70  | Павловка           | деревня | 6                | Архангельское      | Архангельский  |
| 71  | Пашенский          | посёлок | 0                | Яблоневское        | Новопетровский |
| 72  | Петровская Слобода | деревня | 6                | Архангельское      | Ситовский      |
| 73  | Подлозинки         | деревня | ↘98              | Архангельское      | Архангельский  |
| 74  | Прекрасный         | посёлок | 25               | Яблоневское        | Галицкий       |
| 75  | Преображенское     | деревня | ↘172             | Яблоневское        | Галицкий       |
| 76  | Присады            | деревня | 3                | Яблоневское        | Каменский      |
| 77  | Прудцы             | деревня | 2                | Яблоневское        | Новопетровский |
| 78  | Пушкарское         | деревня | 49               | Яблоневское        | Яблоневский    |
| 79  | Раевка             | деревня | 0                | Архангельское      | Молчановский   |
| 80  | Родионовка         | деревня | 2                | Архангельское      | Кадновский     |
| 81  | Романовка          | деревня | 0                | Архангельское      | Архангельский  |
| 82  | Рыбалки            | деревня | 10               | Яблоневское        | Новопетровский |
| 83  | Сапроново          | деревня | ↗80              | Архангельское      | Кадновский     |
| 84  | Сергеевка          | деревня | 0                | Архангельское      | Архангельский  |
| 85  | Синий Камень       | деревня | 7                | Яблоневское        | Новопетровский |
| 86  | Ситово             | село    | ↘339             | Архангельское      | Ситовский      |
| 87  | Смоленский         | посёлок | 0                | Архангельское      | Архангельский  |
| 88  | Соклаково          | село    | ↗318             | Яблоневское        | Соклаковский   |
| 89  | Солнцевка          | деревня | 6                | Архангельское      | Архангельский  |
| 90  | Соловьёвка         | деревня | 4                | Архангельское      | Кадновский     |
| 91  | Титовка            | деревня | 2                | Архангельское      | Кадновский     |
| 92  | Ульяновка          | деревня | 9                | Яблоневское        | Галицкий       |
| 93  | Филоновка          | деревня | 24               | Архангельское      | Кадновский     |
| 94  | Фроловка           | деревня | 64               | Архангельское      | Кадновский     |
| 95  | Цыгановка          | деревня | ↘141             | Архангельское      | Архангельский  |
| 96  | Черкассы           | село    | ↘138             | Яблоневское        | Яблоневский    |
| 97  | Шаталово           | деревня | 0                | Архангельское      | Молчановский   |
| 98  | Шишковка           | деревня | ↘154             | Архангельское      | Архангельский  |
| 99  | Яблонево           | деревня | ↗702             | Яблоневское        | Яблоневский    |
| 100 | Языково            | село    | ↘468             | Архангельское      | Языковский     |

Упразднённые населённые пункты:
- 1986 год — посёлок Частый Языковского сельсовета, деревня Лутовиновские Выселки Ситовского сельсовета[36]

## Местное самоуправление
Представительный орган муниципального образования Каменский район — Собрание представителей муниципального образования Каменский район — было сформировано 25 сентября 2018 года. В состав Собрания представителей входят 16 депутатов, из них по 8 представителей Собраний депутатов поселений, включая глав поселений. Выборы действующего состава Собрания представителей муниципального образования Каменский район прошли 9 сентября 2018 года сроком полномочий на 5 лет. Согласно Уставу муниципального образования Каменский район и фактически по состоянию на 31 декабря 2022 года число депутатов составляет 21 человек.
Официальным печатным изданием для опубликования правовых актов органов местного самоуправления определена общественно-политическая газета «Сельская новь. Каменский район».

## Официальная символика
Официальными символами Каменского района являются герб и флаг, разработанные в соответствии с требованиями федерального законодательства и геральдическими правилами, прошедшие государственную регистрацию в установленном порядке.
Герб Каменского района и положение о нём утверждены решением Собрания представителей МО Каменский район от 4.04.2017 № 36-3. Внесен в Государственный геральдический регистр Российской Федерации под № 11377. Официальное описание герба:

«В пересеченном лазоревом и зелёном поле — золотой сноп, перевязанный червлёной лентой и продетый в кольцо, образованное расходящимися пламенями того же металла».
Флаг Каменского района представляет собой прямоугольное полотнище, составленное из двух равных горизонтальных полос голубого (вверху) и зелёного цвета с воспроизведёнными по центру фигурами из герба Каменского района, выполненными жёлтым, оранжевым и красным цветом. Флаг утверждён решением Собрания представителей МО Каменский район от 4.04.2017 № 36-4.
Внесен в Государственный геральдический регистр Российской Федерации под № 11378.

## Экономика

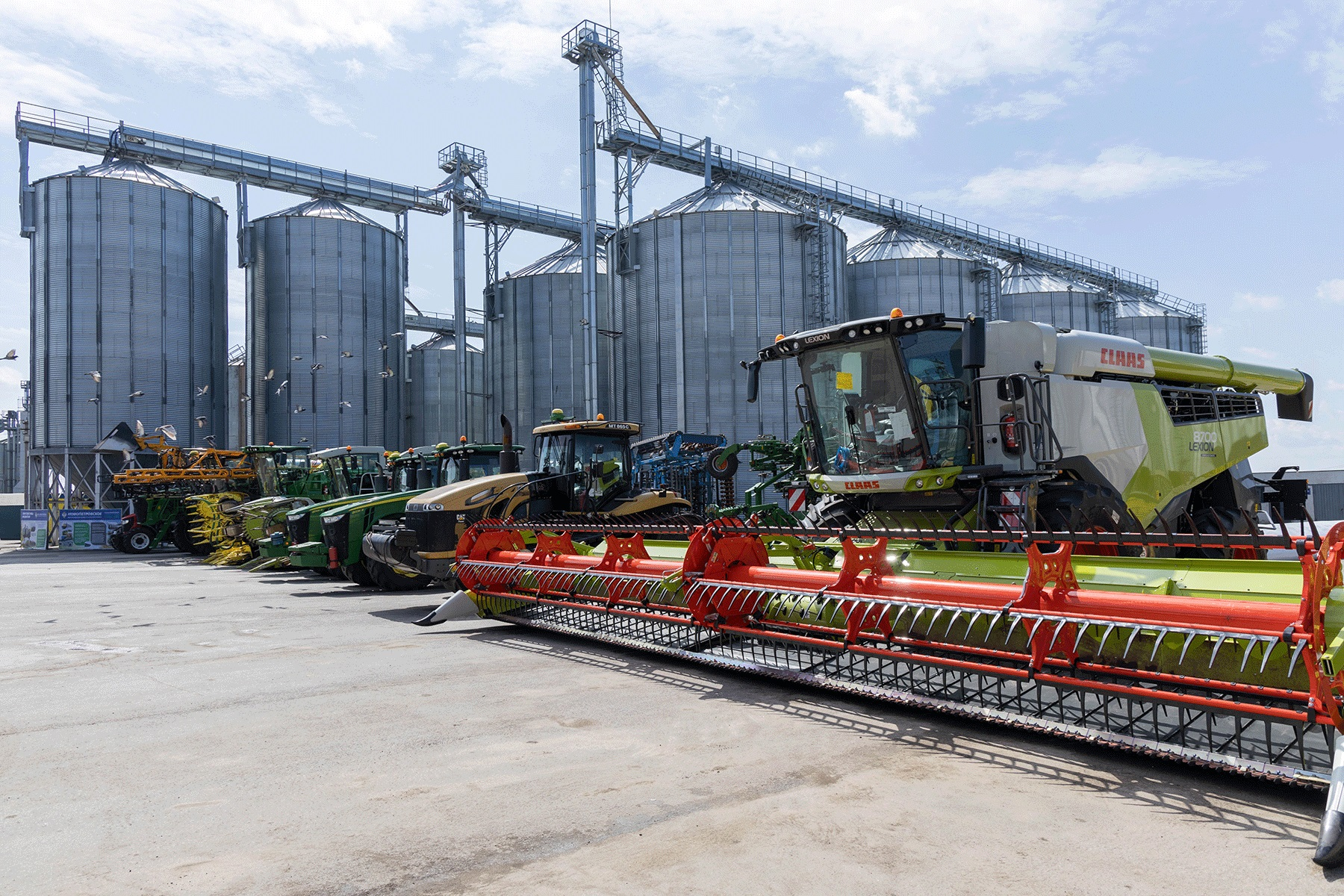
ООО «Новопетровское» в Каменском районе

Основу экономики района составляет сельское хозяйство. Здесь отсутствует промышленные предприятия, кроме специализирующихся на переработке сельхозпродукции. Общая площадь сельскохозяйственных угодий составляет 66 562 га, в том числе пашни — 57 815 га. За период с 2018 по 2022 годы вовлечено в оборот 1678 га неиспользуемых земель сельскохозяйственного назначения. Выращивается картофель, сахарная свёкла, кукуруза, подсолнечник, соя, пивоваренный ячмень, рапс. На территории Каменского района ведут свою деятельность 30 сельхозпредприятий разных форм собственности с количеством работников более 500 чел. и свыше 1550 личных подсобных хозяйств. Наиболее значимыми сельхозпроизводителями являются: ООО «Новопетровское», ООО «Истоки», ООО «Молчановское» и КФХ Михайлов В. Н.
В период 2018—2022 годы объём производства продукции сельского хозяйства в хозяйствах всех категорий составил более 15,4 млрд рублей. Произведено молока в 2022 году всеми товаропроизводителями 9,47 тыс. тонн, что составляет 105 % к соответствующему периоду прошлого года, мяса — 325,8 тонн или 79,6 % к прошлому году. На конец 2022 года поголовье крупного рогатого скота составило — 2959 голов, по сравнению с предыдущим годом рост составил 101 %; в том числе коров дойного стада — 1050 голов.
На конец 2022 года в Каменском районе зарегистрированы 181 субъект малого и среднего предпринимательства в том числе 160 индивидуальных предпринимателей. Общий объём налогов, поступивших от субъектов малого и среднего предпринимательства за 2018—2022 — более 190 млн руб., что составляет более 40 % общего объёма налоговых и неналоговых доходов. Основная доля индивидуальных предпринимателей занята в сфере розничной торговли (28 %), транспортных услуг (35 %), а также в сельском хозяйстве (13 %).
Рост объёма отгруженной продукции всех предприятий района в период с 2018 по 2022 годы увеличился в 2,7 раз и составил 906 млн руб.
За период с 2018 по 2022 год объём привлечённых в экономику муниципального образования инвестиций по кругу крупных и средних предприятий составил 1829,85 млн руб. (2018 год — 276,18 млн руб., 2019 год — 380,67 млн руб., 2020 год — 159,11 млн руб., 2021 год — 489,08 млн руб., январь—сентябрь 2022 года — 524,82 млн руб.). Финансовые вложения были направлены на приобретение и модернизацию машин и оборудования, строительство и ремонт зданий и сооружений, а также развитие инфраструктуры муниципального образования.

## Транспорт

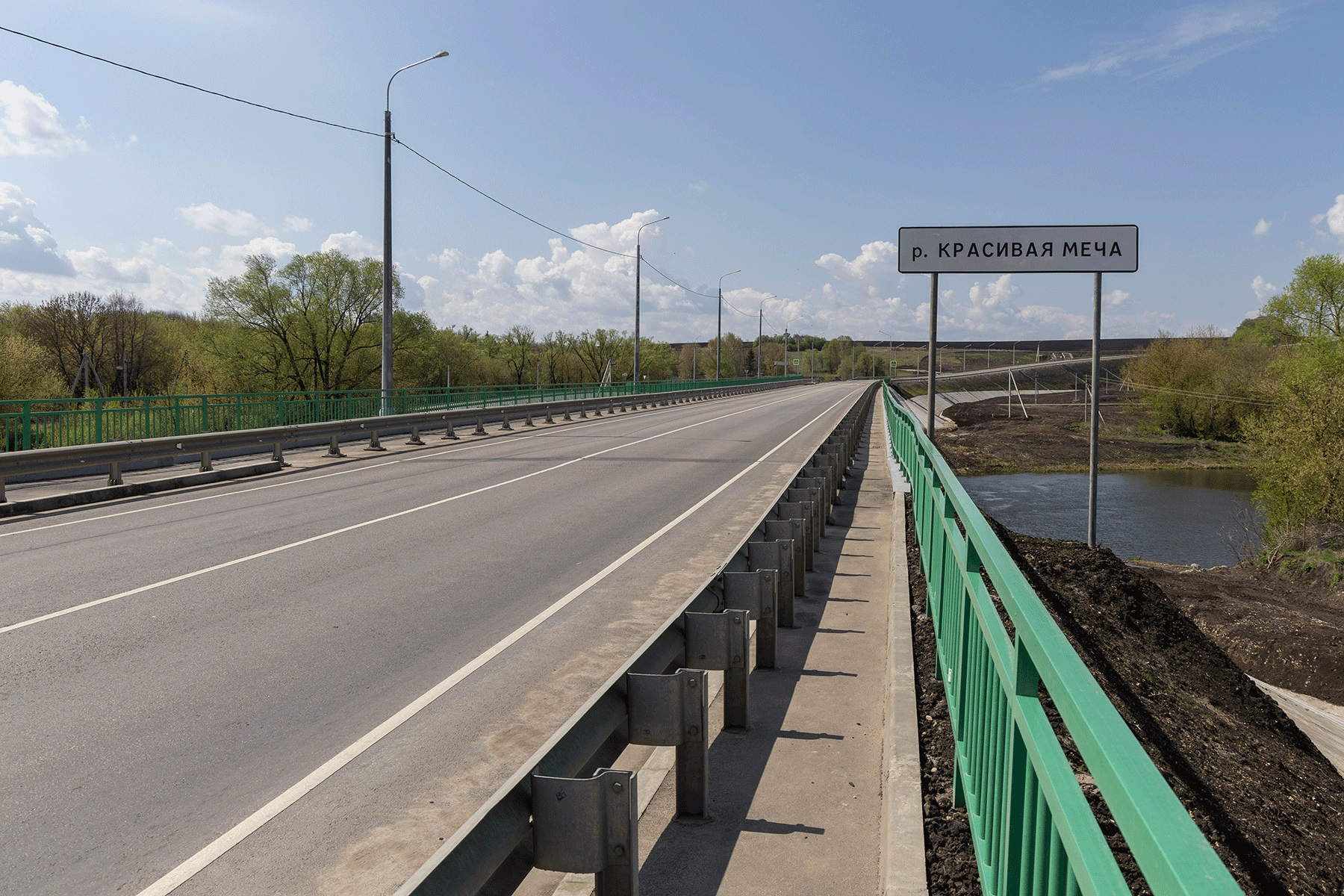
Мост автодороги 70К-165 Чернь — Медведки через реку Красивая меча

Территорию района пересекают автотрассы, связывающие его с другими районами области, областным центром и другими регионами:
- Р141Ефремов — Лопатково. Которая соединяет между собой М2E 105«Крым» и М4E 115 «Дон»
- Р120Ефремов — Орёл
- Р147Ефремов — Чернь.

Железных дорог нет. В районе налажено автобусное сообщение с городами: Тула, Ефремов.

## Культура
В сфере культуры функционирует 2 муниципальных учреждения культурно-досугового типа (в том числе 7 Домов культуры) и межпоселенческая библиотечная система (10 библиотек).

## Достопримечательности
На территории современного района, в сёлах Ситове, Медведки, в хуторе Меньшом Кадном и деревне Яблонево располагалось крупнейшее земельное владение И. С. Тургенева. Эти места он нередко посещал, использовал наблюдения и беседы с крестьянами и помещиками для своих произведений.

## Известные уроженцы и жители
- Кудрявцев, Николай Гаврилович (1922—1991) — советский офицер, участник Великой Отечественной войны, Герой Советского Союза. Родился в деревне Верхний Изрог.
- Ловягин, Пётр Ермолаевич (1897—1971) — советский военный деятель, Генерал-лейтенант (1944 год).
- Косарев, Григорий Иванович (род. в деревне Грязная Сухотина 1904 — 12.06.1958) — кавалер ордена Славы трёх степеней[42]